# أندريس أمايا (رسام)
أندريس أمايا (بالإسبانية: Andrés Amaya)‏ هو رسام إسباني، ولد في القرن السابع عشر، وتوفي في 1704 في بلد الوليد في إسبانيا.